# Ourense (stad)
Ourense is een stad en gemeente in de Spaanse provincie Ourense in de regio Galicië met een oppervlakte van 85 km². In 2001 telde Ourense 107.510 inwoners.
Ourense is de officiële Galicische naam van de stad, vroeger heette de stad in het Castiliaans Orense. De Galicische naam wordt tegenwoordig ook gebruikt als men Castiliaans spreekt.

## Demografische ontwikkeling
Bron: INE; 1857-2011: volkstellingen
Opm: Bevolkingscijfers in duizendtallen; aanhechting van Canedo (1940)

## Sport
Ourense was meermaals etappeplaats in de wielerkoers Ronde van Spanje. De Ier Sean Kelly en de Fransman Laurent Jalabert wonnen ieder twee keer in Ourense. Op 4 november 2020 was Ourense voorlopig voor het laatst aankomstplaats van een etappe. De Belg Tim Wellens won deze rit.

## Geboren in Ourense
- José Luis Abadín (1987), autocoureur
- Miguel Ángel (1947-2024), voetballer